# 하나님의 우편

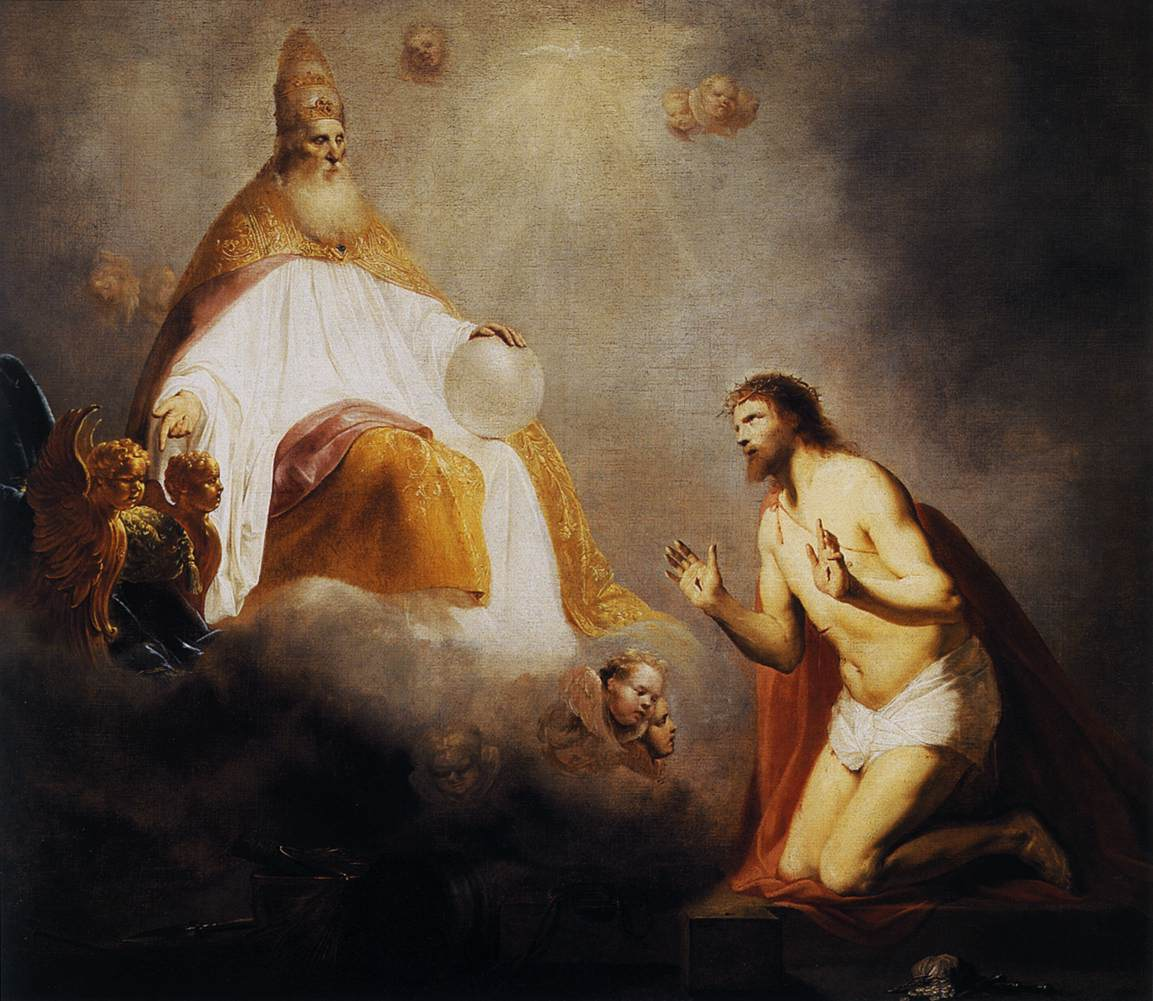
피에테르 데 그레버의 <그리스도를 자신의 오른편 보좌에 앉히도록 초대하시는 하나님> (1645)

하나님의 우편(라틴어: Dextera Domini, '주님의 오른손') 또는 하나님 아버지의 우편은 성경에서 나오는 하나님의 전능함에 대한 은유로 대중 문화, 예술 등에서 모티브로도 사용되는 표현이다.
성경에서 오른편에 있다는 것은 '특별한 영광의 자리에 있는 것'을 의미한다. 예수님의 양과 염소의 비유에서 양은 하나님의 오른편에, 염소는 왼편에 나누어져 있다.
"하나님의 우편"은 신약에서 마가복음 16:19, 누가복음 22장 69절, 마태복음 22:44, 및 26:64, 사도행전 2:34 및 7:55, 베드로전서 3:22 및 다른 곳에서 천국에 계신 하나님의 옆의 영광의 자리이기도 하다. 이런 용법은 구약성서 (예: 시편 63:8 및 110:1)의 문구에서도 발견된다. 이 의인화적 표현의 의미는 성 토마스 아퀴나스를 포함한 신학자들에 의해 오랫동안 논의되기도 했다.

## 같이 보기
- 신의 행위 (Act of God)
- 사도신경
- 그리스도의 세션
- 하나님의 보좌
- 관련된 성경 구절들: 시편 63장, 시편 110장, 이사야서 41장, 마태복음 22장, 마태복음 26장, 마가복음 16장, 누가복음 22장, 사도행전 2장, 사도행전 7장, 베드로전서 3장